# 李允佐
李允佐（？—？），號石鏡，福建承宣布政使司福州府福清县人，明朝末年官员。

## 生平
萬曆四十三年（1615年）乙卯科福建乡试九十三名举人，崇祯七年（1634年）中甲戌科會試第二百十二名，廷試三甲一百三十五名进士。大理寺觀政，八年任江西奉新县知县，十三年考察去職。

## 家族
曾祖李垣；祖李相；父李鸞，封文林郎鄉飲大賓。